# Превъзходство на белите
Превъзходство на белите или бял супремацизъм (от англ.: supremacy — „превъзходство“) e расистка идеология, в чиято основа стои идеята за превъзходство на белите хора над хората с различни расови особености. Този термин се използва също за описване на политическата идеология, която се застъпва за доминиращата роля на белите в политическата и социална сфери.
Превъзходството на белите заедно с идеите на расизма, а като цяло се основава на опасния етноцентризъм е и стремежът към политическа и икономическа хегемония. То е свързано с различна степен на расизма и стремеж към расова сегрегация. Идеологията за превъзходството на белите често се използва в расистката политика срещу по-тъмнокожите раси и антисемитизма, а също при нарушаване на международните договори за правата на човека и др.
В някои европейски страни съществуват закони забраняващи разгарянето на ненавист, а също и закони, които забраняват или ограничават дейността на расистки организации. Това е свързано с факта, че расистката пропаганда нарушава Конвенцията за правата на човека и в миналото е довеждала до исторически и социални катастрофи.